# Der Donaubote (Ingolstadt)
Der Donaubote war eine nationalsozialistische Tageszeitung, die in Ingolstadt herausgegeben wurde.
Der Ingolstädter Arzt und NS-Funktionär Ludwig Liebl gründete den Donauboten 1927 als Kampfblatt und erste regionale Tageszeitung der NSDAP. Vor dem offiziellen Start am 1. Juni 1927 erschienen zwei Werbenummern. Schriftleiter war zunächst Major a. D. Hermann Schmidt, der wegen innerparteilicher Intrigen  im November 1927 aufgab, dann Bodo Uhse, der als Anhänger des Strasser-Flügels als zu gemäßigt galt und im Juni 1928 entlassen wurde. Sein Nachfolger wurde der bereits mehrfach vorbestrafte Paul Emil Rings, der dann auch den Wunsch nach härterem Stil erfüllen konnte.
Im Stil des Völkischen Beobachters und des Stürmers betrieb das Blatt verstärkt persönliche Hetze gegen Ingolstädter Juden, Sozialdemokraten, Kommunisten und katholische Geistliche. Im März 1929 wurde Ring abgelöst, ihm folgten die Reichstagsabgeordneten Gottfried Feder, Wilhelm Dreher (ab Juli 1929) und Fritz Reinhardt (Oktober 1930 bis März 1931). Die drei übten die Schriftleitertätigkeit überwiegend nominell aus, um mit ihrer parlamentarischen Immunität dem Blatt Schutz vor strafrechtlicher Verfolgung für seinen agitatorischen Stil zu gewähren. Schriftleiter de facto war der Ingolstädter NSDAP-Ortsgruppenleiter Bergler.
Mit Josef Schweigler wurden 1931 nominelle und tatsächliche Schriftleitung wieder vereint. Aufgrund des Republikschutzgesetzes wurde der Donaubote 1931/1932 wegen seiner Hetze viermal für mehrere Tage verboten. 1932 wurde er parteiamtliches Blatt. Nach der Machtübernahme der NSDAP wurde im Rahmen der Gleichschaltung die Mehrzahl der in Privatbesitz befindlichen NS-Regionalblätter in Parteiverlage eingegliedert, Liebl konnte dies beim Donauboten durch die Beteiligung der Partei an den Verlagseinnahmen verhindern.
1935 veröffentlichte der Donaubote Boykottaufrufe gegen jüdische Geschäfte und publizierte die Namen von deren Kunden. Im gleichen Jahr übernahm der Donaubote im Rahmen der NS-Gleichschaltung den Abonnentenstamm und die Verlagsräume der katholisch-konservativen Ingolstädter Zeitung. Wilhelm Reissmüller wurde 1937 Verlagsleiter des Donauboten und heiratete im Oktober des gleichen Jahres Liebls Tochter Elin. Beide wurden neben Liebl vollberechtigte Gesellschafter der Firma Druck und Verlag Donaubote San. Rat. Dr. Ludwig Liebl und A. Ganghofersche Buchhandlung, offene Handelsgesellschaft. Die letzte Ausgabe des Donauboten erschien am 20./21. April 1945. Nach dem Zweiten Weltkrieg wurden Donaubote und Ingolstädter Zeitung als Donaukurier weitergeführt.